# 벤 브라우더
벤 브라우더(Ben Browder, 1962년 12월 11일 ~ )는 미국의 배우이다.

## 출연 작품
- 빙 (2018)
- 배드 키즈 아카데미 (2017)
- 가디언즈 오브 갤럭시 VOL. 2 (2017)
- 더 어드벤쳐스 오브 로보렉스 (2014)
- 배드 키즈 고우 투 헬 (2012)
- 스타게이트 - 컨티넘 (2008)
- 스타게이트 - 진실의 상자 (2008)
- A Killer Within (2004)
- 파스케이프 (1999)
- 킬러 페이스 (1997)
- 부기 보이 (1997)
- 다니엘 스틸 - 비밀 (1992)
- 죽음 전의 키스 (1991)
- 멤피스 벨 (1990)